# Bertil Hansson
Jonas Bertil Hansson, född 14 mars 1918 i Annedals församling i Göteborg, död där 4 mars 2013, var en svensk lärare och politiker (folkpartist).

## Biografi
Bertil Hansson var son till sjukhusvaktmästaren Hjalmar Hansson och sjukvårdsbiträdet Ruth Fransson.
Han avlade folkskollärarexamen 1939 och var därefter folkskollärare 1939–1945. År 1948 övergick han till att undervisa vid folkskollärarseminarier och han var därefter lektor vid lärarhögskolan i Göteborg 1962–1982. Under denna period författade han flera läroböcker i bland annat religionskunskap och hembygdskunskap.
Hansson växte upp i Annedal, Göteborg i arbetarmiljö, men tog intryck av den skarpa kritik av nazismen som levererades av Göteborgs Handels- och Sjöfartstidning före och under andra världskriget. Detta fick honom att vid 33 års ålder gå med i dåvarande Folkpartiet.
Han var ledamot av Göteborgs stadsfullmäktige (senare kommunfullmäktige) 1964–1978 och var kommunalråd 1971–1973 samt 1977–1978. Han var även ledamot av Folkpartiets partistyrelse 1962–1982 och var åren 1978–1979 kommunminister i regeringen Ullsten med ansvar för bland annat kyrkofrågor.
Hansson var riksdagsledamot för Göteborgs kommuns valkrets 1979–1982. I riksdagen var han bland annat ledamot av kulturutskottet 1979–1982. Han engagerade sig bland annat utbildningspolitik och religionsfrågor. Han var också medlem av Motorförarnas  Helnykterhetsförbund.
Under drygt 20 år var Hansson ordförande i 1973 års bibelkommission som tog fram Bibel 2000, ett arbete som avslutades 2001.
Hansson var trogen sin stadsdel och församling Annedal genom livet, och var aktiv i såväl kyrkorådet som kyrkostämman som ordförande. Han arbetade aktivt för kvinnors rätt till prästämbetet och sedermera HBT-personers rätt att ingå äktenskap. Han blev vigselförrättare 1973 och var bland de första att förrätta partnerskap för homosexuella par.
Bertil Hansson är begravd på Västra kyrkogården i Göteborg.

## Utmärkelser
- 1995 – Göteborgs stads förtjänsttecken för betydande insatser.[7]
- 1998 – Hedersdoktor vid Göteborgs universitet.[12]
- 2000 – H M Konungens medalj  av 8:e storleken i Serafimerordens band.[13]